# ناحية القريا
ناحية القريا إحدى نواحي سوريا تتبع إداريّاً لمحافظة السويداء منطقة صلخد ومركزها بلدة القريا، بلغ تعداد سكان الناحية 9,892 نسمة حسب التعداد السكاني لعام 2004.

## بلدات وقرى ناحية القريا
تحولا، العفينة، برد، حوط، القريا، نمرة.